# Сухолиманська сільська рада
Сухолима́нська сільська́ ра́да — колишня адміністративно-територіальна одиниця та орган місцевого самоврядування в Овідіопольському районі Одеської області. Адміністративний центр — село Сухий Лиман.

## Загальні відомості
- Територія ради: 40,524 км²
- Населення ради: 1 277 осіб (станом на 2001 рік)

## Населені пункти
Сільській раді підпорядковані населені пункти:
- с. Сухий Лиман

## Населення
Згідно з переписом УРСР 1989 року чисельність наявного населення сільської ради становила 1795 осіб, з яких 829 чоловіків та 966 жінок.
За переписом населення України 2001 року в сільській раді мешкало 1279 осіб.

### Мова
Розподіл населення за рідною мовою за даними перепису 2001 року:
| Мова       | Відсоток |
| ---------- | -------- |
| російська  | 49,33 %  |
| українська | 47,92 %  |
| вірменська | 1,02 %   |
| молдовська | 0,78 %   |
| білоруська | 0,16 %   |
| інші       | 0,79 %   |

## Склад ради
Рада складається з 18 депутатів та голови.
- Голова ради: Стелюк Олександр Іванович
- Секретар ради: Гецина Євдокія Олексіївна

### Керівний склад попередніх скликань
| Прізвище, ім'я, по батькові | Основні відомості                                                                       | Дата обрання | Дата звільнення |
| --------------------------- | --------------------------------------------------------------------------------------- | ------------ | --------------- |
| Русінов Олександр Семенович | Сільський голова, 1953 року народження, безпартійний                                    | 26.03.2006   | 01.08.2006      |
| Стелюк Олександр Іванович   | Сільський голова, 1956 року народження, освіта середня спеціальна, член Партії регіонів | 17.12.2006   | 31.10.2010      |
| Стелюк Олександр Іванович   | Сільський голова, 1956 року народження, освіта середня спеціальна, член Партії регіонів | 31.10.2010   | 24.12.2017      |

Примітка: таблиця складена за даними сайту Верховної Ради України

### Депутати
За результатами місцевих виборів 2010 року депутатами ради стали:

#### За суб'єктами висування
| Суб'єкт висування | Кількість обраних депутатів | %    |
| ----------------- | --------------------------- | ---- |
| Самовисування     | 10                          | 55,6 |
| Партія регіонів   | 5                           | 27,8 |
| Партія «Родина»   | 3                           | 16,7 |

#### За округами
| № округу        | Прізвище, ім'я, по батькові          | Дата визнання обраним | Освіта             | Партійна приналежність                        | Відомості про обраного депутата                                   |
| --------------- | ------------------------------------ | --------------------- | ------------------ | --------------------------------------------- | ----------------------------------------------------------------- |
| Партія регіонів |                                      |                       |                    |                                               |                                                                   |
| 1               | Бакалов Валерій Миколайович          | 04.11.2010            | вища               | член Партії регіонів                          | ЧПКФ «Багір і КО», головний механік                               |
| 4               | Гецина Євдокія Олексіївна            | 04.11.2010            | середня спеціальна | член Партії регіонів                          | Сухолиманська сільська рада, секретар                             |
| 7               | Косойкін Іван Васильович             | 04.11.2010            | середня            | член Партії регіонів                          | промринок 7 км, контролер                                         |
| 11              | Мірошниченко Михайло Михайлович      | 04.11.2010            | середня            | член Партії регіонів                          | Одеська дистанція колії ПЧ-1, бригадир                            |
| 17              | Філіпов Василь Онісимович            | 04.11.2010            | середня спеціальна | позапартійний                                 | тимчасово не працює                                               |
| Партія «РОДИНА» |                                      |                       |                    |                                               |                                                                   |
| 6               | Колєснікова Алла Володимирівна       | 04.11.2010            | середня спеціальна | член Партії «РОДИНА»                          | Сухолиманська сільська рада, начальник військово-облікового столу |
| 10              | Михайленко Василь Євгенович          | 04.11.2010            | середня            | член Партії «РОДИНА»                          | ЧП «Тайфун» автозаправна станція, водій                           |
| 13              | Слободяник Світлана Іванівна         | 04.11.2010            | вища               | позапартійна                                  | приватний підприємець                                             |
| Самовисування   |                                      |                       |                    |                                               |                                                                   |
| 2               | Буга Петро Васильович                | 04.11.2010            | вища               | позапартійний                                 | «Райфайзен банк Аваль», начальник відділу                         |
| 3               | Герасимчук Олена Юріївна             | 04.11.2010            | вища               | член Всеукраїнського об'єднання «Батьківщина» | КП «Сухолиманський», бухгалтер                                    |
| 5               | Женілова Людмила Сергіївна           | 04.11.2010            | середня            | позапартійна                                  | домогосподарка                                                    |
| 8               | Кулаковський Олександр Володимирович | 04.11.2010            | вища               | позапартійний                                 | ТОВ «Комунбуд-ЮГ», директор                                       |
| 9               | Лишина Наталія Никонорівна           | 04.11.2010            | вища               | позапартійна                                  | пенсіонер                                                         |
| 12              | Середа В'ячеслав Георгійович         | 04.11.2010            | вища               | позапартійний                                 | в/ч К 1415 м. Одеса, служба за контрактом                         |
| 14              | Тарасенко Анатолій Юрійович          | 04.11.2010            | вища               | член Партії регіонів                          | промтоварний ринок, водій автокрана                               |
| 15              | Тарасенко Людмила Олексіївна         | 04.11.2010            | вища               | член Партії регіонів                          | тимчасово не працює                                               |
| 16              | Тарасенко Сергій Федорович           | 04.11.2010            | вища               | член Партії регіонів                          | м. Одеса Поліклініка № 10, терапевт                               |
| 18              | Чубар Євген Іванович                 | 04.11.2010            | середня спеціальна | позапартійний                                 | приватний підприємець                                             |